# Loipersdorf Challenger 1986
Il Loipersdorf Challenger 1986 è stato un torneo di tennis facente parte della categoria ATP Challenger Series nell'ambito dell'ATP Challenger Series 1986. Il torneo si è giocato a Loipersdorf in Austria dal 28 aprile al 4 maggio 1986 su campi in terra rossa.

## Vincitori

### Singolare
Thomas Muster ha battuto in finale  Ulf Stenlund con il punteggio di 6–3, 7–5

### Doppio
Brad Drewett /  Wally Masur hanno battuto in finale  Peter Carlsson /  Olli Rahnasto con il punteggio di 6–1, 6–4